# Ljubomir Kaljević
Ljubomir Kaljević (Užice, 1841 – Belgrado, 20 marzo 1907) è stato un politico serbo, primo ministro del Regno di Serbia dall’8 ottobre 1875 al 6 maggio 1876.

## Biografia
Dopo aver studiato a Heidelberg e Parigi, torna in Serbia dove, sul giornale Serbia, inizia a pubblicare articoli contro il principe Mihailo Obrenović.
Eletto in Parlamento nel 1871 Kaljević viene nominato Ministro delle Finanze.
Nel 1875 viene incaricato di formare un nuovo governo che preparò la guerra contro l'Impero ottomano per ottenere la piena indipendenza della Serbia.
In seguito fu ambasciatore a Bucarest (1881- 1886), Atene (1886-1889) e vicepresidente del Senato (1901).
Nel giugno 1903 subito dopo l'omicidio di re Alessandro I torna per pochi mesi nel governo come Ministro degli Esteri.